# Ramonchamp
Ramonchamp  est une commune française de moyenne montagne située dans le département des Vosges en région Grand Est. Elle est située dans la Vallée de la Haute Moselle et faite partie du Massif des Vosges.
Ses habitants sont appelés les Ramoncenais .

## Géographie

### Localisation
Enserrée entre le Thillot en amont et Ferdrupt en aval, Ramonchamp occupe une portion assez réduite mais ouverte de la haute vallée de la Moselle, en effet la vallée s’élargit en direction du Thillot alors qu'elle est plus enclavée en direction de Ferdrupt. La seule route notable est la RN 66 venant de Remiremont, à 25 km au nord-ouest. Les versants trop escarpés ne sont empruntés que par des routes forestières, vers Saulxures-sur-Moselotte par le col de Morbieux (791 m) pour l'adret, vers la route des Forts qui sépare la commune de la Haute-Saône côté ubac. Ils étaient cependant cultivés naguère dans le cadre de petites exploitations familiales. De nombreuses fermes ont été transformées depuis en résidences secondaires.

### Géologie et relief
Le centre du village se trouve à 470 m d'altitude. Plusieurs sommets parsèment la commune, avec d’abord la ligne de crête sud où passe la route des forts, on y trouve le sommet de Vaudry qui culmine à 772 m où les ruisseaux de l'Etat et de Ramonchamp y prennent leur source. On trouve aussi le célèbre Grammont (719 m) à proximité de cette même ligne de crête et son petit frère la Ravanne (639 m). En face, sur la rive nord-ouest du torrent de Ramonchamp se trouvent le Haut de l'Alouette (752 m) et le Haut de la Parère (708m) dans le prolongement de l'arrête, qui marquent la limite nord-ouest avec Ferdrupt et sa vallée de Xoarupt.
De l'autre côté de la vallée de la Moselle se trouvent les plus hauts sommets, la Tête du Géhant (848 m) et les points les plus hauts se trouvent en contre-haut du col de Morbieux, avec le Haut de l'Aireu (891 m) au nord-ouest et le Haut des Poncés (903 m) au sud-est.
Le Haut des Pöncés est le point culminant de Ramonchamp, il marque la frontière avec le Ménil dont il domine directement le village. À proximité des deux sommets se trouvent les deux plus hauts refuges de montagne de Ramonchamp ; les Poncés (840 m) et l'Aireu (800 m),.

### Sismicité
Commune située dans une zone 3 de sismicité modérée.
| Ferdrupt                           | Saulxures-sur-Moselotte      | Le Ménil                                 |
| Ferdrupt                           | Ramonchamp                   | Le Thillot                               |
| Beulotte-Saint-Laurent Haute-Saône | Servance-Miellin Haute-Saône | Haut-du-Them-Château-Lambert Haute-Saône |

### Hydrographie et les eaux souterraines
Hydrogéologie et climatologie : Système d’information pour la gestion des eaux souterraines du bassin Rhin-Meuse :
Territoire communal : Occupation du sol (Corinne Land Cover); Cours d'eau (BD Carthage),
Géologie : Carte géologique; Coupes géologiques et techniques,
 Hydrogéologie : Masses d'eau souterraine; BD Lisa; Cartes piézométriques.
La commune est située pour partie dans le bassin versant du Rhin au sein du bassin Rhin-Meuse et pour partie dans le bassin versant de la Saône au sein du bassin Rhône-Méditerranée-Corse. Elle est drainée par la Moselle, le ruisseau du Menil, le ruisseau de Morbieu, le ruisseau de l'Etat, le ruisseau de Ramonchamp et le ruisseau du Pre Martin,.
La Moselle, d’une longueur totale de 560 kilomètres, dont 315 kilomètres en France, prend sa source dans le massif des Vosges au col de Bussang et se jette dans le Rhin à Coblence en Allemagne.
Le ruisseau du Menil, d'une longueur totale de 11,8 km, prend sa source dans la commune de Ménil et se jette dans la Moselle sur la commune, après avoir traversé trois communes.

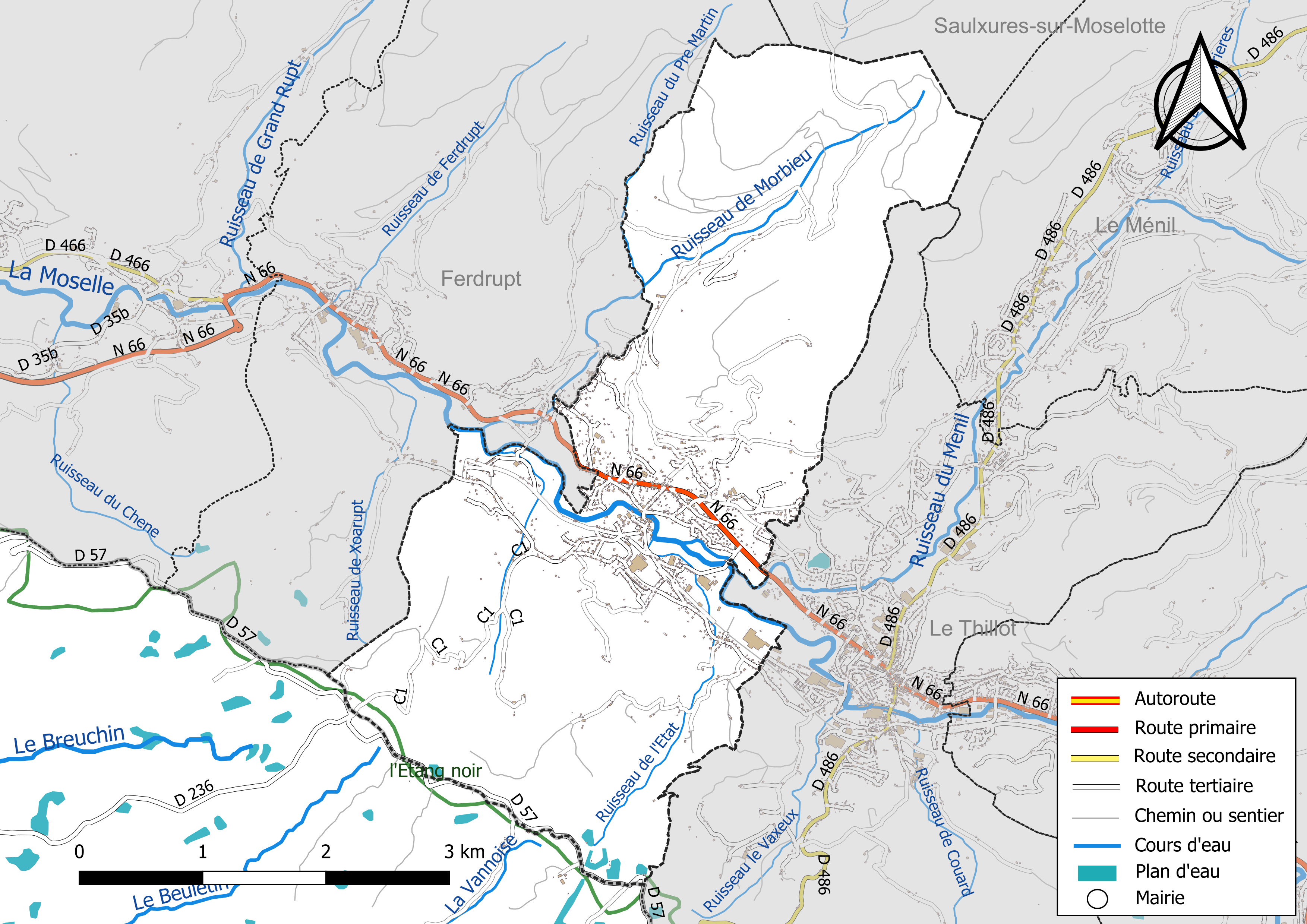
Réseaux hydrographique et routier de Ramonchamp.

La qualité des eaux de baignade et des cours d’eau peut être consultée sur un site dédié géré par les agences de l’eau et l’Agence française pour la biodiversité.

### Climat
Pour des articles plus généraux, voir Climat du Grand Est et Climat des Vosges.
En 2010, le climat de la commune est de type climat de montagne, selon une étude du Centre national de la recherche scientifique s'appuyant sur une série de données couvrant la période 1971-2000. En 2020, Météo-France publie une typologie des climats de la France métropolitaine dans laquelle la commune est exposée à un climat semi-continental et est dans la région climatique  Vosges, caractérisée par une pluviométrie très élevée (1 500 à 2 000 mm/an) en toutes saisons et un hiver rude (moins de 1 °C). 
Pour la période 1971-2000, la température annuelle moyenne est de 9,3 °C, avec une amplitude thermique annuelle de 17 °C. Le cumul annuel moyen de précipitations est de 1 664 mm, avec 14,2 jours de précipitations en janvier et 11,3 jours en juillet. Pour la période 1991-2020, la température moyenne annuelle observée sur la station météorologique de Météo-France la plus proche, « Ballon de Servance », sur la commune de Haut-du-Them-Château-Lambert à 6 km à vol d'oiseau, est de 6,5 °C et le cumul annuel moyen de précipitations est de 1 882,9 mm. 
La température maximale relevée sur cette station est de 31,2 °C, atteinte le 24 juillet 2019 ; la température minimale est de −20,1 °C, atteinte le 20 décembre 2009,,. 
Les paramètres climatiques de la commune ont été estimés pour le milieu du siècle (2041-2070) selon différents scénarios d'émission de gaz à effet de serre à partir des nouvelles projections climatiques de référence DRIAS-2020. Ils sont consultables sur un site dédié publié par Météo-France en novembre 2022.

## Urbanisme

### Typologie
Au 1er janvier 2024, Ramonchamp est catégorisée petite ville, selon la nouvelle grille communale de densité à sept niveaux définie par l'Insee en 2022.
Elle appartient à l'unité urbaine du Thillot, une agglomération intra-départementale regroupant huit  communes, dont elle est ville-centre,,. Par ailleurs la commune fait partie de l'aire d'attraction du Thillot, dont elle est une commune du pôle principal,. Cette aire, qui regroupe 7 communes, est catégorisée dans les aires de moins de 50 000 habitants,.

### Occupation des sols
L'occupation des sols de la commune, telle qu'elle ressort de la base de données européenne d’occupation biophysique des sols Corine Land Cover (CLC), est marquée par l'importance des forêts et milieux semi-naturels (64 % en 2018), en augmentation par rapport à 1990 (62,9 %). La répartition détaillée en 2018 est la suivante : 
forêts (64 %), prairies (18,1 %), zones urbanisées (10,6 %), zones agricoles hétérogènes (7,3 %). L'évolution de l’occupation des sols de la commune et de ses infrastructures peut être observée sur les différentes représentations cartographiques du territoire : la carte de Cassini (XVIIIe siècle), la carte d'état-major (1820-1866) et les cartes ou photos aériennes de l'IGN pour la période actuelle (1950 à aujourd'hui).

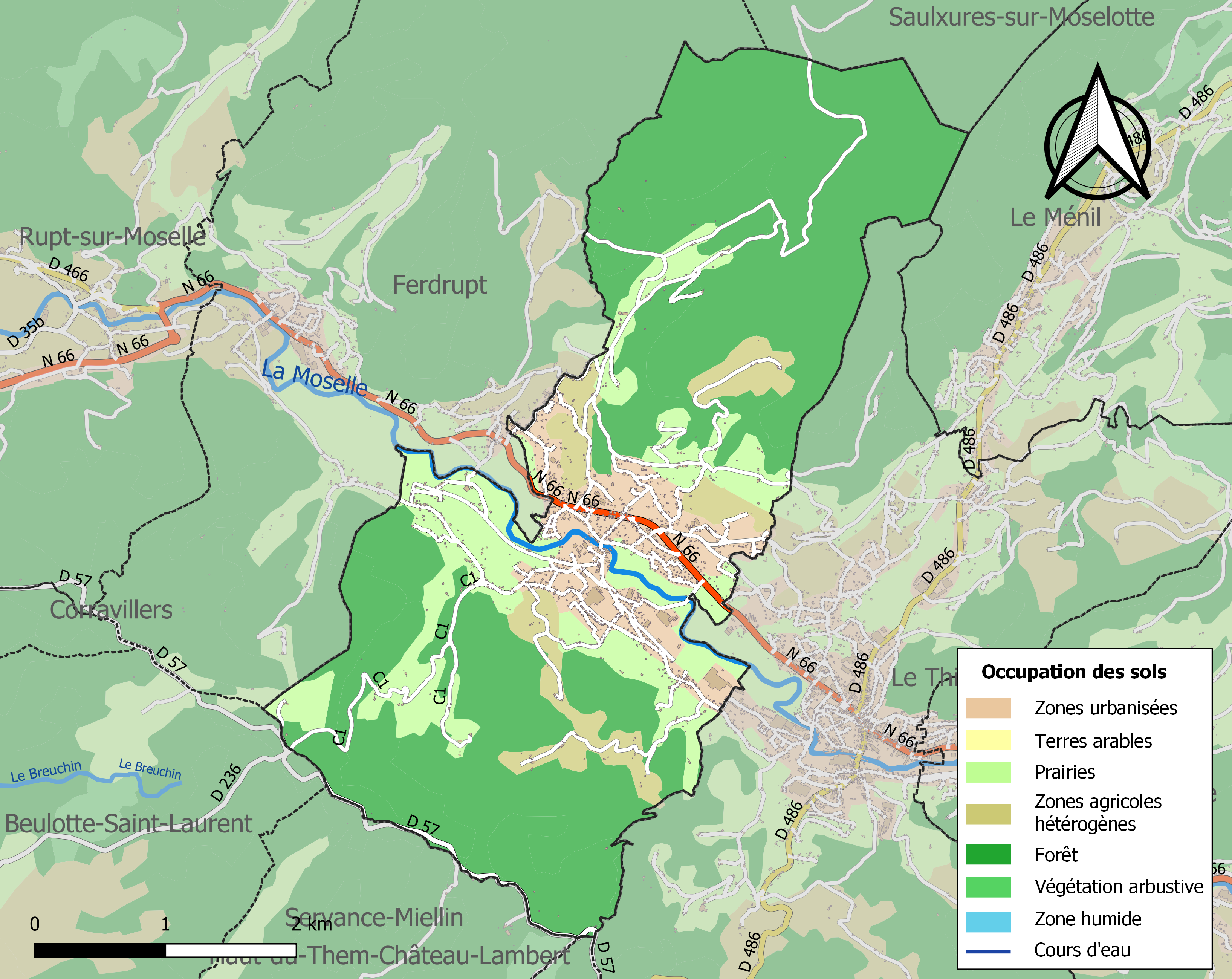
Carte des infrastructures et de l'occupation des sols de la commune en 2018 (CLC).

## Toponymie
Le nom de la localité est attesté sous les formes Ramonchamp (XIe ou XIIe siècle) ; S. de Remonchamp (1235) ; Ramontchamp (1397) ; Remonchamp (1402) ; Ramonchamps (1418) ; De Ramocampo (1430) ; De Ramochampo (1431) ; Ramonchampz (1450) ; Romarici campus (1768).

## Histoire
Latinisation fantaisiste en Romanici Campus (sans date) ; Ramonchamp XIe siècle. Du nom de personne germanique Radmund que le retrouve dans Ramonville, hameau de Rombas, suivi du bien connu champ (postposition de l'appellatif selon le mode de composition germanique).
Ramonchamp était chef-lieu d’un ban puis du canton avant la création de la commune du Thillot.
Le ban de Ramonchamp s'étendait à l'origine sur toute la haute vallée de la Moselle en amont de Ferdrupt. Il appartenait au bailliage de Remiremont et l'église dédiée à saint Rémi et saint Blaise était du diocèse de Saint-Dié, doyenné de Remiremont dont la cure était de la collation et au concours du chapitre de cette ville.
Les Kyriolés. Jusqu’à la Révolution, tous les lundis de Pentecôte, huit paroisses dépendant du chapitre de Remiremont (Dommartin-lès-Remiremont, Ramonchamp, Rupt-sur-Moselle, Saint-Amé, Saint-Nabord, Saint-Étienne, Saulxures-sur-Moselotte et Vagney) envoyaient des jeunes filles qui se présentaient à l’église de Remiremont et y entonnaient des cantiques en français,.
C'est vers 1730 que la paroisse fut démembrée pour former deux nouvelles paroisses, celle du Ménil et celle de Fresse-sur-Moselle, puis les limites de la commune de Ramonchamp furent modifiées par le décret du 30 juin 1860 portant création de la commune du Thillot et réunion à la commune de Fresse-sur-Moselle du hameau des Boudières. C'est par ce même décret que Ramonchamp perdit sa qualité de chef-lieu de canton au profit du Thillot.
L'industrie textile s'est fixée dès 1830 dans la commune et s'est accrue après 1871 par la venue d'entrepreneurs alsaciens fuyant l'annexion allemande.
Restée deux mois sur le front des combats, la commune a beaucoup souffert des bombardements de fin 1944.

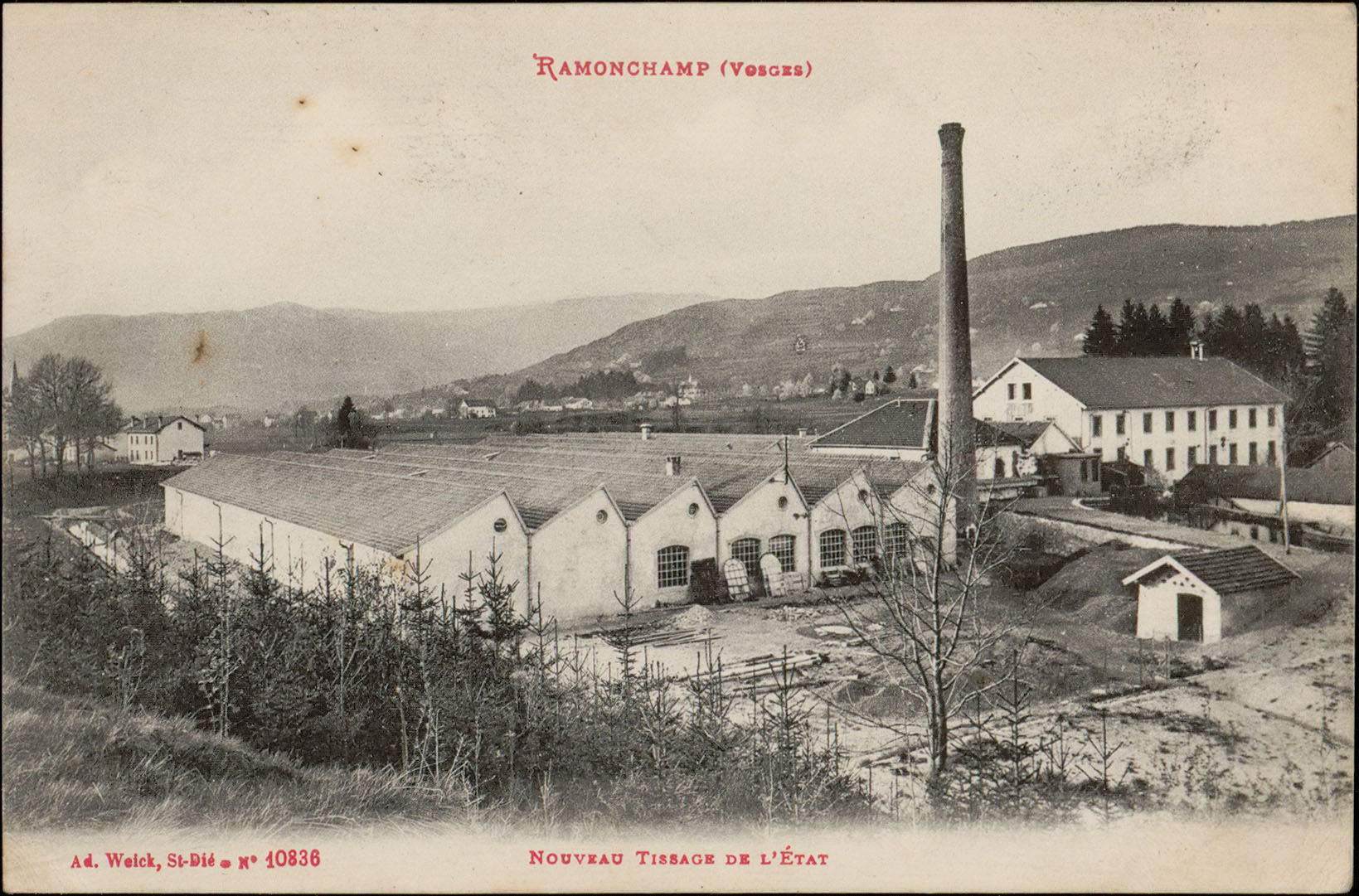
Nouveau Tissage de l'Etat.

La commune a été décorée, le 11 novembre 1948, de la Croix de guerre 1939-1945.
Depuis la fin de la Seconde Guerre mondiale, le textile qui avait fait l'âge d'or de la région a connu une restructuration difficile, fermetures et modernisation à outrance entraînant une diminution draconienne de la main-d'œuvre, partiellement captée par de nouvelles industries : mécanique, plastique, transformation de métaux.

## Politique et administration

### Budget et fiscalité 2022

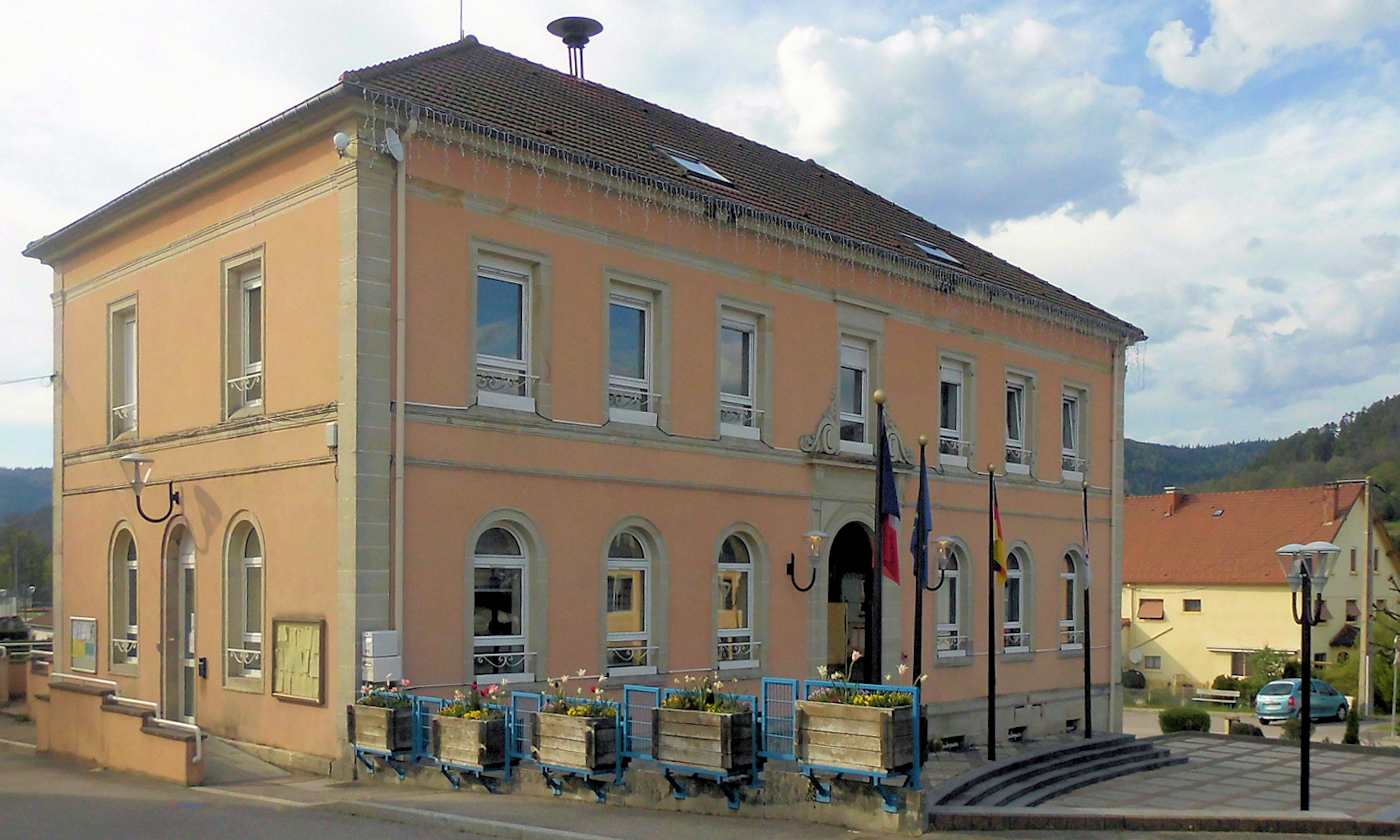
La mairie.

En 2022, le budget de la commune était constitué ainsi :
- total des produits de fonctionnement : 2 387 000 €, soit 1 179 € par habitant ;
- total des charges de fonctionnement : 1 985 000 €, soit 981 € par habitant ;
- total des ressources d’investissement : 2 158 000 €, soit 1 066 € par habitant ;
- total des emplois d’investissement : 684 000 €, soit 338 € par habitant ;
- endettement : 1 456 000 €, soit 719 € par habitant.

Avec les taux de fiscalité suivants :
- taxe d'habitation : 16,48 % ;
- taxe foncière sur le bâti : 31,88 % ;
- taxe foncière sur les propriétés non bâties : 14,12 % ;
- taxe additionnelle à la taxe foncière sur les propriétés non bâties : 38,75 % ;
- cotisation foncière des entreprises : 18,23 %.

Chiffres clés Revenus et pauvreté des ménages en 2021 : médiane en 2021 du revenu disponible, par unité de consommation : 21 070 €.

### Liste des maires
| Période                                  | Période       | Identité                                           | Étiquette   | Qualité |
| ---------------------------------------- | ------------- | -------------------------------------------------- | ----------- | --- |
| Les données manquantes sont à compléter. |               |                                                    |             | |
| mai 1896                                 | mai 1921      | Iwan Imbert Fils de Victor-Gustave Imbert-Koechlin |             | |
| mai 1921                                 | mai 1925      | Jean-Joseph Valdenaire                             |             | |
| mai 1925                                 | mai 1936      | Gustave Imbert Fils d'Iwan Imbert                  |             | |
| mai 1936                                 | mars 1945     | Georges Philippe                                   |             | |
| mars 1945                                | mai 1945      | Paul Mura                                          |             | |
| mai 1945                                 | octobre 1947  | Yodock Fetz (1891-1958)                            |             | Maçon |
| octobre 1947                             | novembre 1961 | Henri Lambert                                      |             | |
| novembre 1961                            | mars 1977     | Arthur Maurice                                     |             | |
| mars 1977                                | mars 1989     | Marcel Jeanmougin                                  |             | |
| mars 1989                                | mai 2020      | François Cunat                                     | PS puis DVG | Directeur administratif et financier retraité Conseiller général du canton du Thillot (2004 → 2011) Président de la CC des Mynes et Hautes-Vosges du sud (2007 → 2012) 3e vice-président de la CC des Ballons des Hautes-Vosges |
| mai 2020                                 | En cours      | André Demange                                      |             | Responsable logistique retraité, ancien adjoint 4e vice-président de la CC des Ballons des Hautes-Vosges (2020 → ) |

## Population et société

### Démographie

#### Évolution démographique
L'évolution du nombre d'habitants est connue à travers les recensements de la population effectués dans la commune depuis 1793. Pour les communes de moins de 10 000 habitants, une enquête de recensement portant sur toute la population est réalisée tous les cinq ans, les populations de référence des années intermédiaires étant quant à elles estimées par interpolation ou extrapolation. Pour la commune, le premier recensement exhaustif entrant dans le cadre du nouveau dispositif a été réalisé en 2004.

En 2022, la commune comptait 1 817 habitants, en évolution de −10,71 % par rapport à 2016 (Vosges : −2,96 %, France hors Mayotte : +2,11 %).
| 1793  | 1800  | 1806  | 1821  | 1831  | 1836  | 1841  | 1846  | 1856  |
| ----- | ----- | ----- | ----- | ----- | ----- | ----- | ----- | ----- |
| 2 173 | 2 385 | 2 694 | 2 546 | 3 200 | 3 201 | 3 276 | 3 124 | 1 413 |

| 1861  | 1866  | 1876  | 1881  | 1886  | 1891  | 1896  | 1901  | 1906  |
| ----- | ----- | ----- | ----- | ----- | ----- | ----- | ----- | ----- |
| 1 440 | 1 299 | 1 505 | 1 588 | 1 570 | 1 645 | 1 470 | 1 821 | 1 754 |

| 1911  | 1921  | 1926  | 1931  | 1936  | 1946  | 1954  | 1962  | 1968  |
| ----- | ----- | ----- | ----- | ----- | ----- | ----- | ----- | ----- |
| 1 772 | 1 679 | 1 790 | 1 755 | 1 504 | 1 393 | 1 604 | 1 712 | 1 751 |

| 1975  | 1982  | 1990  | 1999  | 2004  | 2006  | 2009  | 2014  | 2019  |
| ----- | ----- | ----- | ----- | ----- | ----- | ----- | ----- | ----- |
| 2 099 | 2 076 | 1 985 | 1 912 | 1 990 | 2 007 | 1 994 | 2 017 | 1 889 |

| 2022  | - | - | - | - | - | - | - | - |
| ----- | - | - | - | - | - | - | - | - |
| 1 817 | - | - | - | - | - | - | - | - |

## Économie
- Humbert Aviation, entreprise de construction d'ULM installée sur la commune[31], réalise notamment le Tétras depuis 1994.

## Culture locale et patrimoine

### Lieux et monuments

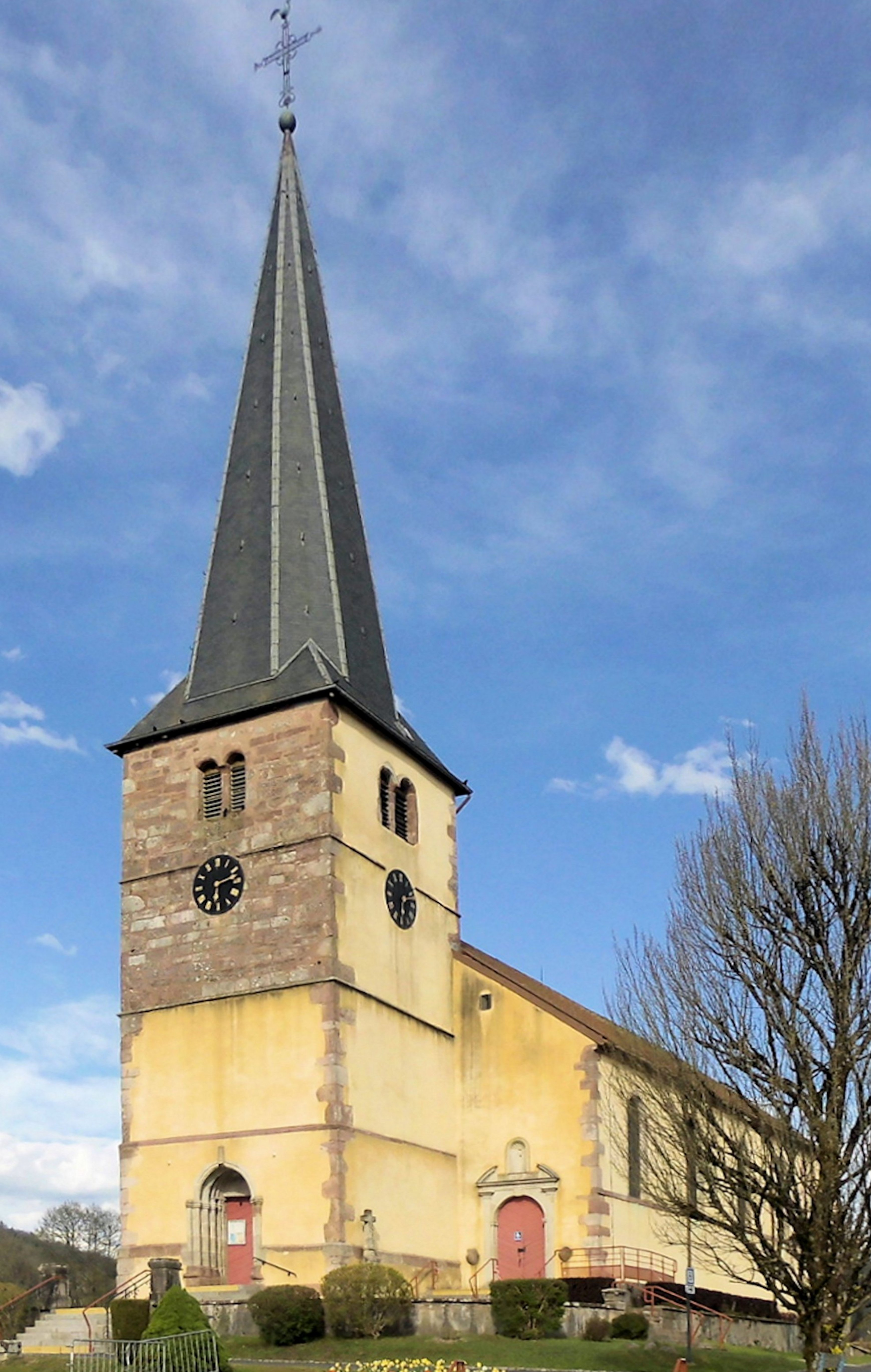
L'église Saint-Rémy-et-Saint-Blaise, côté sud-ouest.
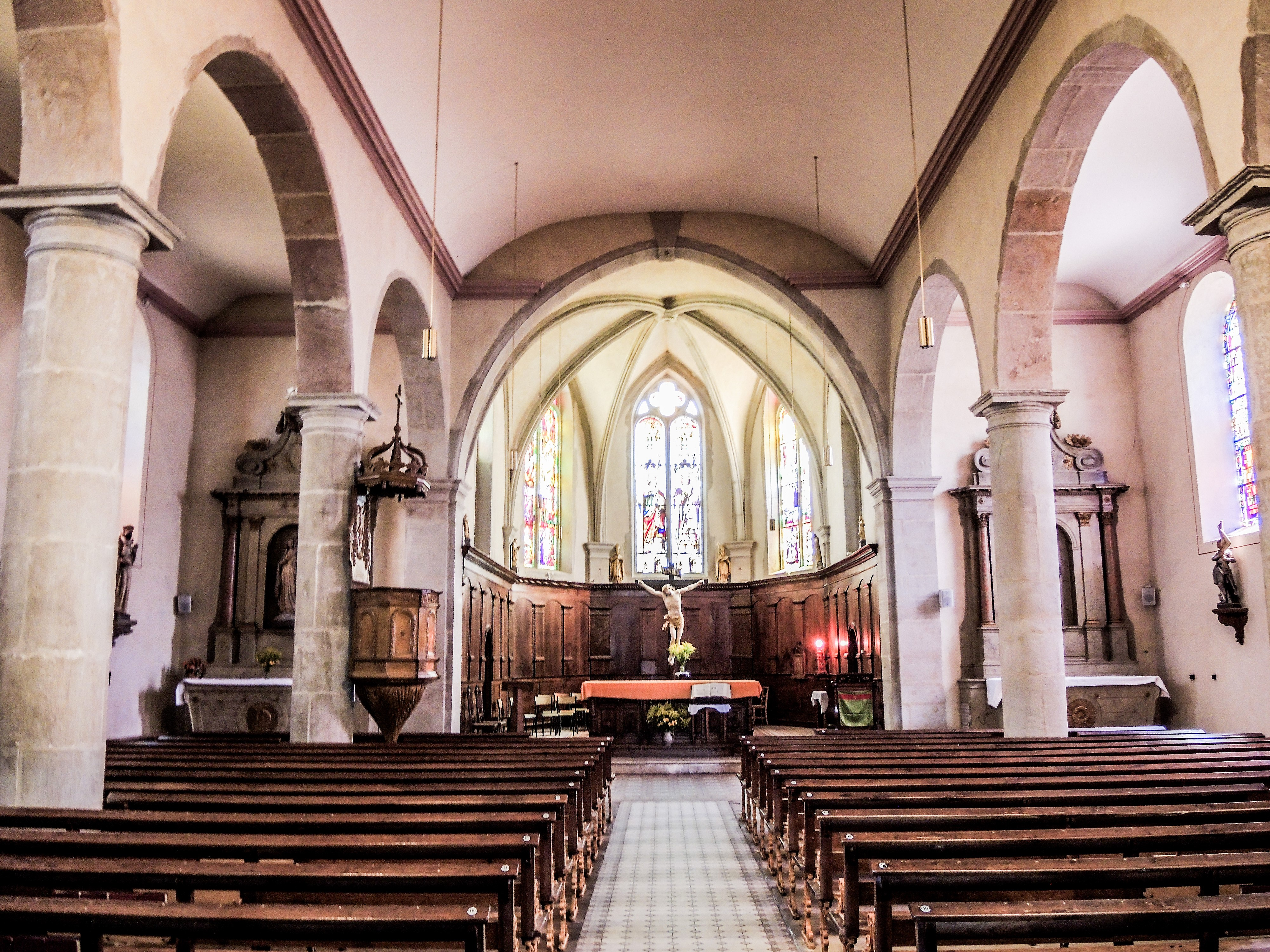
Nef de l'église.
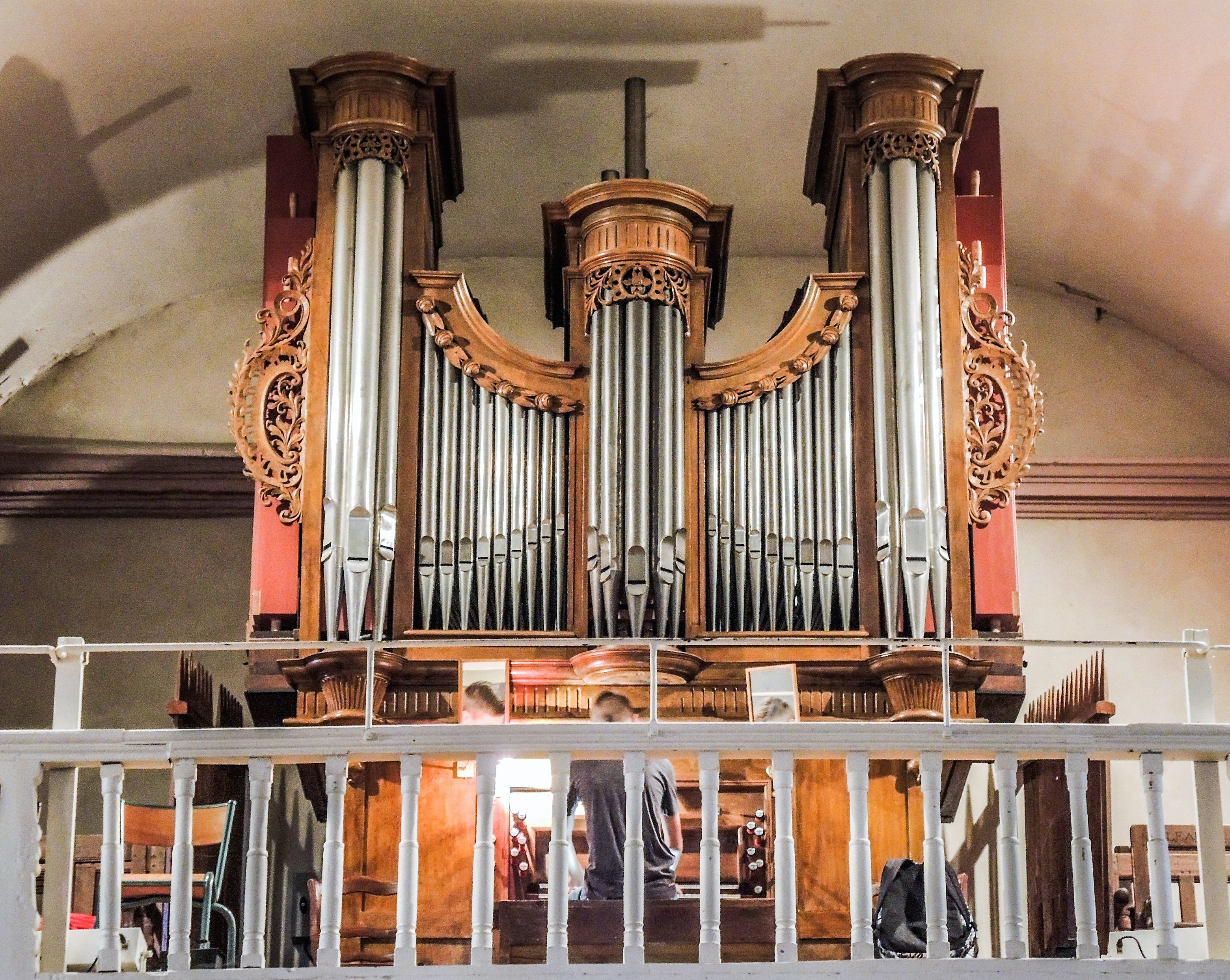
Orgue de l'église.
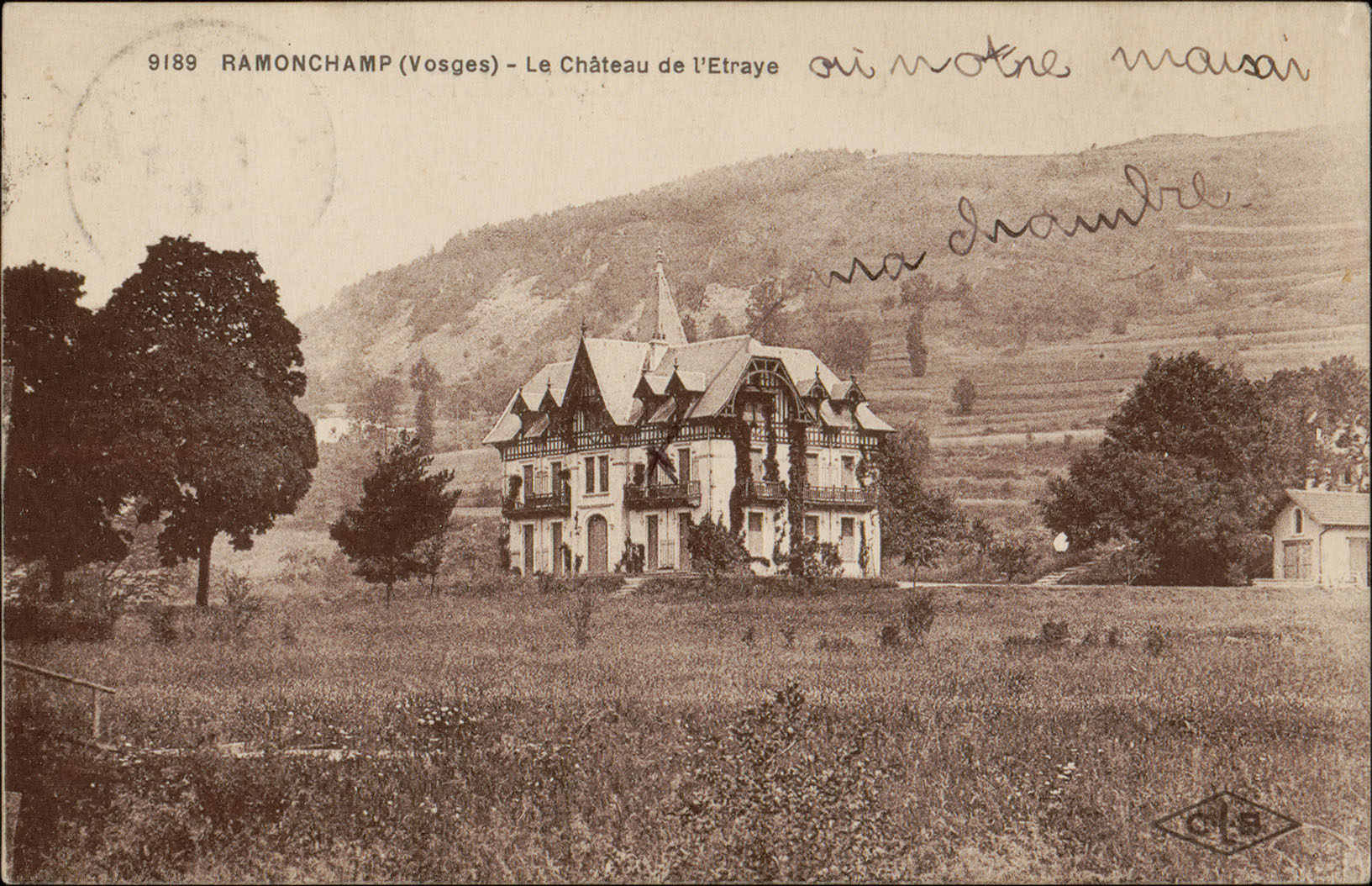
Le Château de l'Etraye entre 1880 et 1945[32].

- Église Saint-Rémy-et-Saint-Blaise, bâtie en 1684, son portail de style roman et son orgue[33],[34].
- La chapelle des Breucheux[35].
- Monument aux morts de 1914-1918[36],[37].

### Personnalités liées à la commune
- Calixte Deslon officier de cavalerie (1747-1819) connu pour sa participation à l’affaire de Varennes
- Jean-Joseph Brice, le Géant des Vosges (2,45 m), né en 1835

### Héraldique
| Blason de Ramonchamp | Blason  | Parti: au 1er d'or à la fasce de gueules chargée d'une navette de tisserand d'argent et surmontée d'une pomme de pin de sinople et soutenue d'une étoile d'azur, au 2e d'argent à l'écrevisse de gueules. |
| Blason de Ramonchamp | Détails | Le statut officiel du blason reste à déterminer. |

Les couleurs de la dextre, le rouge et le jaune, sont de la Lorraine et les meubles évoquent la forêt, l'industrie textile et le rayonnement passé de Ramonchamp sur la haute vallée de la Moselle. L'écrevisse de la sénestre rappelle que ce crustacé était abondant dans la rivière.

### Animations
Jumelage Ober-Olm (Allemagne) depuis 1972
 Schloßvippach  (Allemagne)

## Pour approfondir